# موهان
موهان هو منتج أفلام وممثل هندي، ولد في 23 أغسطس 1956 في الهند. من الجوائز التي نالها جائزة فيلم فير جنوب.

## جوائز
- جائزة فيلم فير جنوب

## وصلات خارجية
- موهان على موقع IMDb (الإنجليزية)